# Cubo de Benavente
Cubo de Benavente è un comune spagnolo di 175 abitanti situato nella comunità autonoma di Castiglia e León.